# Dôme de Perynya
Perynya Tholus
Pour les articles homonymes, voir Perynya.
Le dôme de Perynya (désignation internationale : Perynya Tholus) est un dôme situé sur Vénus dans le quadrangle de Carson. Il a été nommé en référence à Perynya, déesse slave, femme du dieu du tonnerre, Péroun.